# ミンスク・ワールド
ミンスク・ワールド（中国語表記：明斯克航母世界）は、中華人民共和国広東省深圳市塩田区に存在した軍事テーマパーク。このテーマパーク最大の特徴は、1978年に進水したソビエト海軍のキエフ級航空母艦（公式には「重航空巡洋艦」、冷戦期西側諸国では「戦術航空巡洋艦」と誤って呼ばれていた）の2番艦「ミンスク」を博物館船として使用していたことである。

## 来歴
「ミンスク」は全長274m、基準排水量43,000トンという中型軍用艦艇で、冷戦時代末期、ソビエト連邦（ソ連）のウラジオストクにある太平洋艦隊に配属されていた。たびたび対馬海峡などを航行する姿が報道されたため、当時の日本における「ソ連脅威論」の拠り所のひとつだったが、ソ連末期の経済破綻とソ連崩壊による政治的混乱、そしてロシア連邦の軍事費削減のあおりを受け1991年ごろ退役した。
退役した「ミンスク」は、長らくロシアの沿海地方の港町ナホトカやソヴィエツカヤ・ガヴァニに係留されていた。1995年に韓国の企業にスクラップとして売却された後に、1997年に中華人民共和国（中国）の企業に530万ドルで売却された。当初は中国が航空母艦として運用もしくは建造の参考にするために購入したとの憶測もあり、1999年に火災で全焼するなど紆余曲折があったが、最終的には深圳市で軍事テーマパークとして使われることになった。
2000年9月27日、ミンスク・ワールドの名でオープンしたが、運営は経済的事由で不安定で、開館と閉館を繰り返していた。2005年には運営会社の親会社が倒産した影響で、ミンスク・ワールドも破産した。2006年
3月22日、1億2,830万人民元から競売にかけられ、中信深圳集団が買い取ってテーマパークの運営が続けられた。2015年1月には、大連永嘉集団が所有権を引き継いだ。
その後も経営は芳しくなく、営業不振で2016年1月に完全に閉園することが決まった。ミンスク・ワールドは2月14日に営業を終了し、4月2日に「ミンスク」はミンスク・ワールドから舟山市に回航された。「ミンスク」は舟山市で整備を受け、南通市の蘇通長江公路大橋北岸付近に、2017年に開園する予定の新しい空母展示公園で展示される予定だった。5月5日、「ミンスク」は建設予定地に接岸し、総工費約100億元によるテーマパークの第1期工事は上半期に始まる予定だった。第1期工事の完成後は、世界最大の体験型アトラクションである「ドリームパーク（梦幻乐园）」の第2期工事を行い2019年に完成する予定だった。しかし第1期工事は始まらず、「ミンスク」は工事予定地に放置された。
2020年7月10日、南通市党委員会宣伝部の公式WeChatアカウントは、科学技術産業園区と大連永嘉集団が浜江コンベンションセンターで「南通長江空母国際観光リゾートプロジェクト」への投資協定に調印し、空母パーク（航母乐园）の第1期工事が2021年から始まると投稿した。第1期工事の費用は約30億元で、2021年1月に建設を始め、2022年5月1日のメーデーに空母愛国教育基地を含む朗山発見湾がオープン。続く第2期工事は約130億元を投じて公園やホテル、サーカスのアリーナ、商業地区からなる一大テーマパークを2022年初めに建設開始し、2025年にオープンする予定だった。しかし空母パークの第1期工事も着手されず、2023年12月の時点で南通市文化・ラジオ・テレビ・観光局は実施計画の改善中とコメントしている。

## 施設概略

### 地上展示
洋風建築のチケット売り場などがあり、広場には野砲や戦闘機などの展示品やアトラクションが存在した。

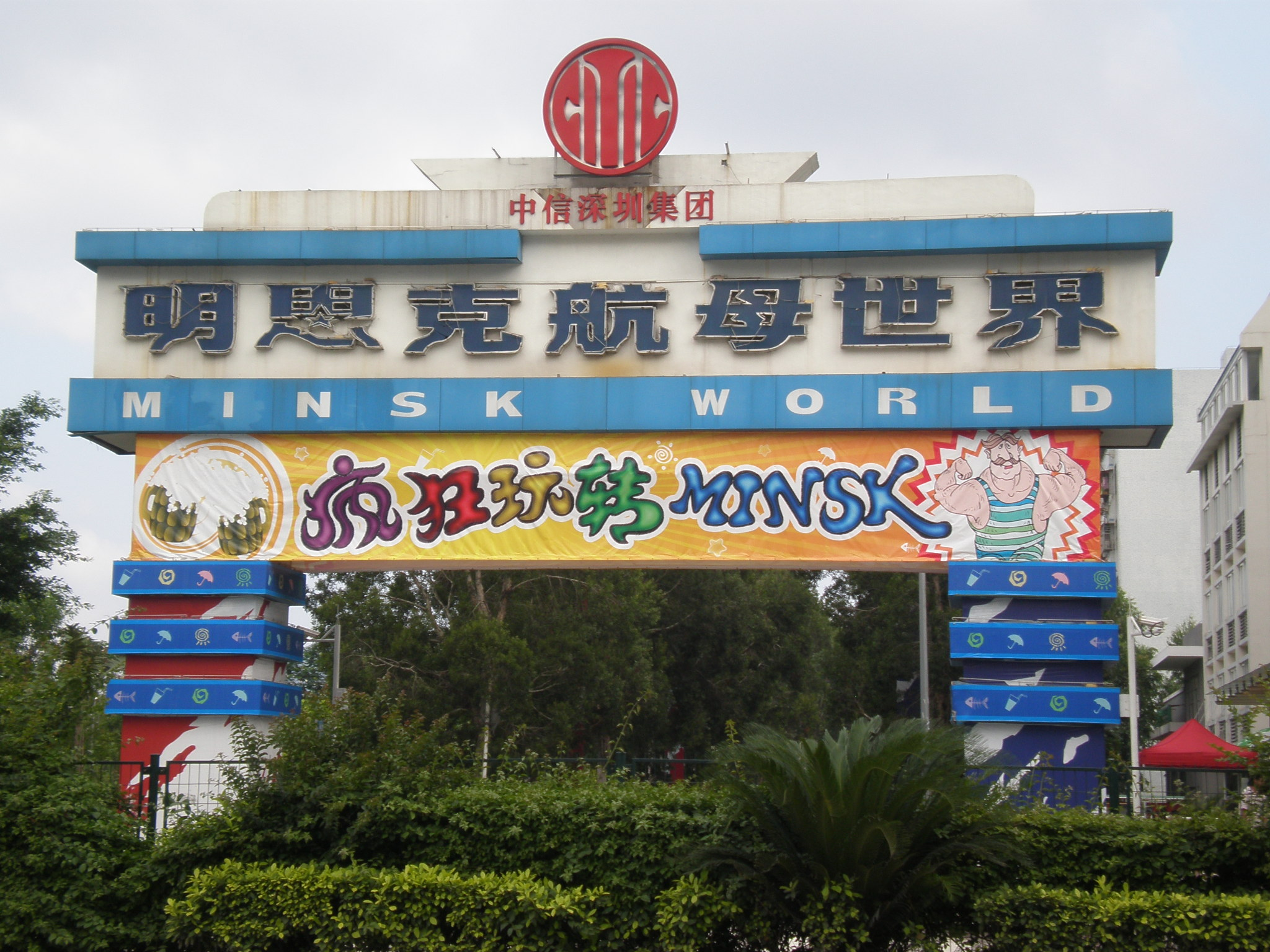
道路に面したミンスク・ワールドの看板（2008年5月23日）
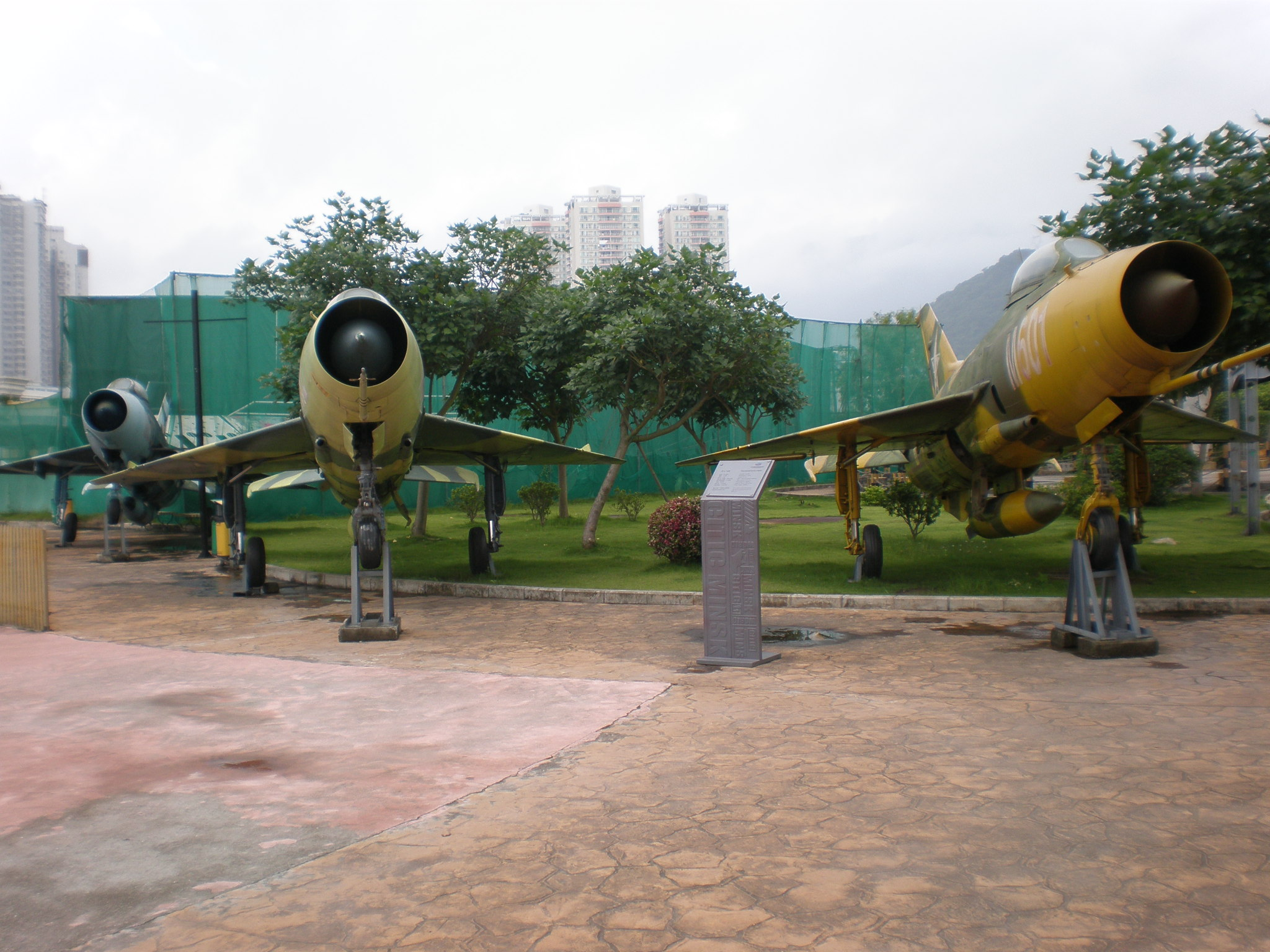
地上で展示される3機のJ-7（2008年5月23日）
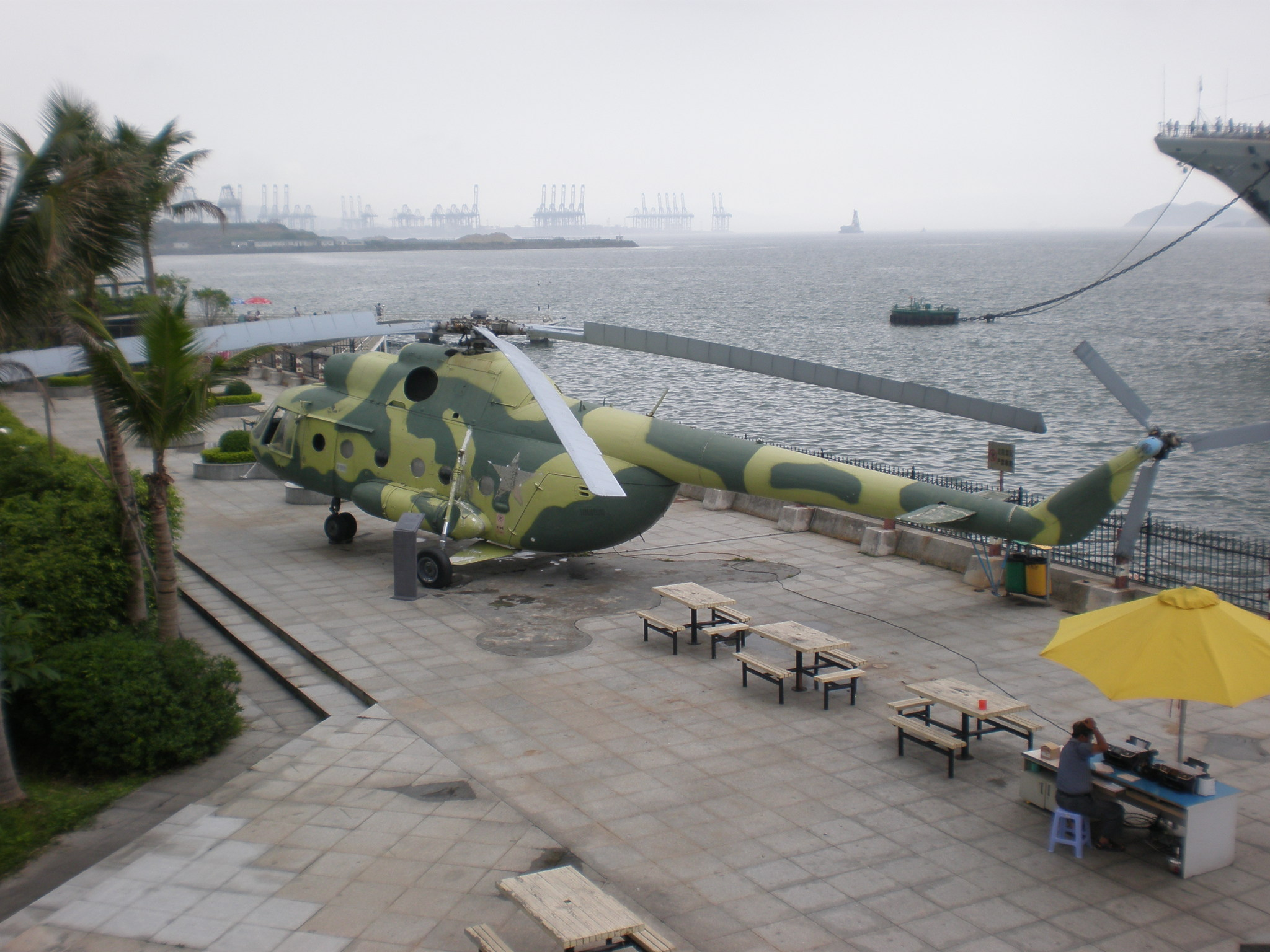
岸壁で展示されるMi-8（2008年5月23日）
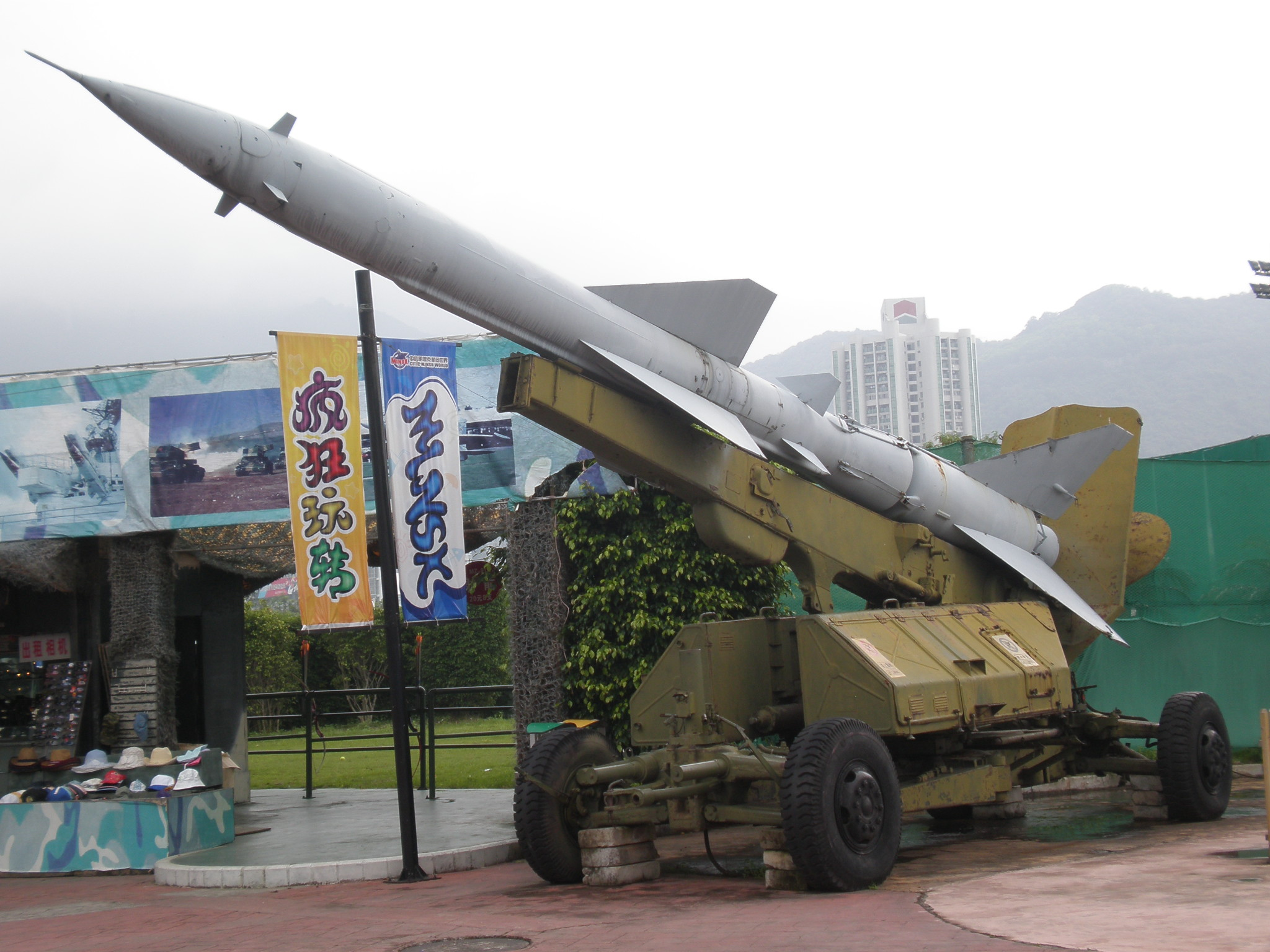
展示されるHQ-2の発射機（2008年5月23日）
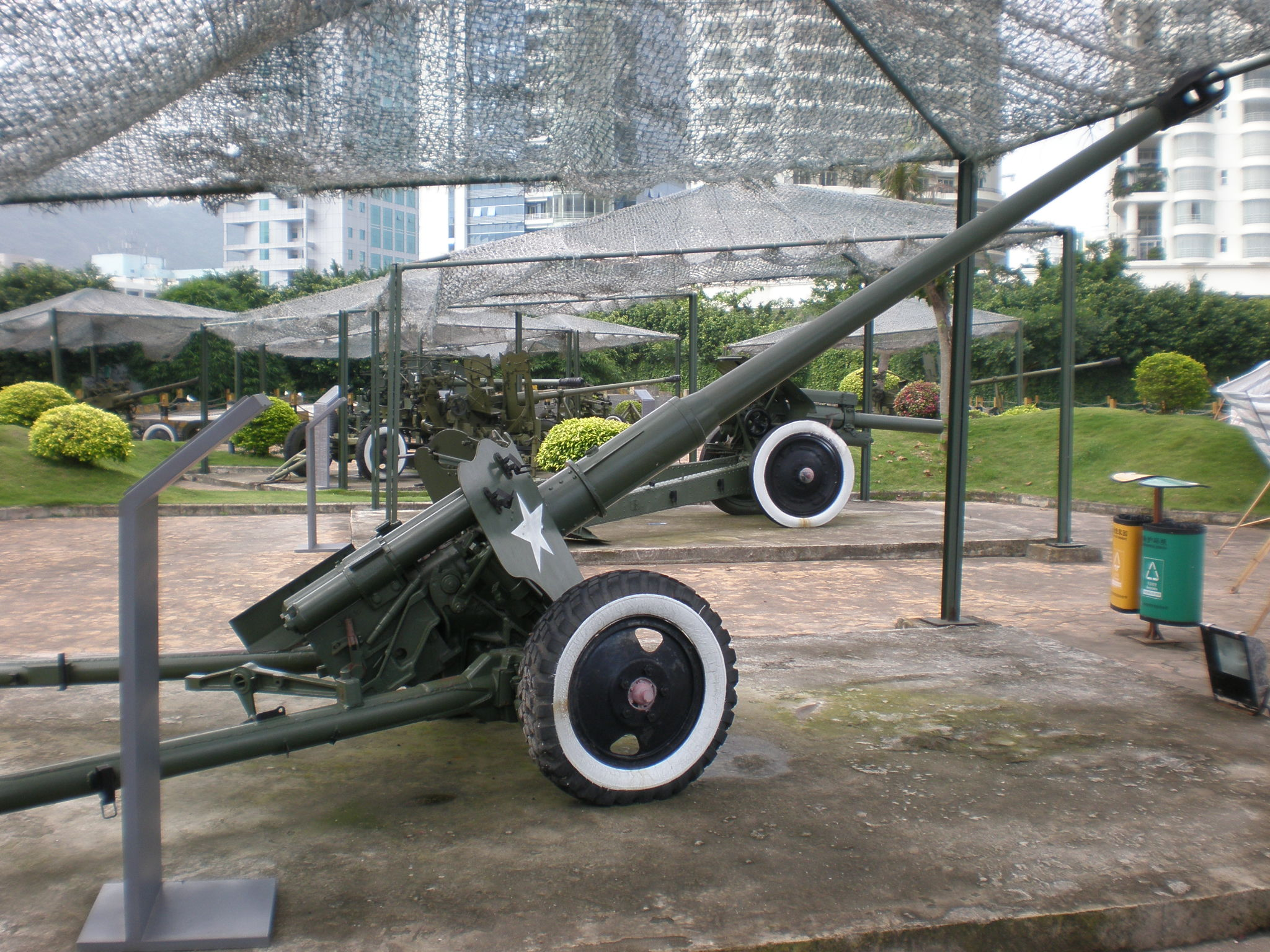
展示されるD-44 85mm野砲（英語版、ロシア語版）のライセンス生産版である56式野砲

### ミンスク
「ミンスク」の艦体は、随所に説明板が設置されたり格納庫に売店がある他はほぼ無改装で、艦体左舷側と艦尾のタラップが、そのまま桟橋との出入口になっていた。甲板前部のAK-725連装砲やM-11M（SA-N-3B）、P-500（SS-N-12）などのミサイル、RBU-6000、AK-630などの兵装類もそのまま展示された。
航空甲板には、ソ連のMiG-21の中国版であるJ-7戦闘機の初期型や、中国で設計・製造されたQ-5攻撃機、ソ連製のMiG-23UB練習戦闘機、Mi-8ヘリコプターやMi-24攻撃ヘリコプターが展示されていた。なお、「ミンスク」で実際に運用されていたYak-38やKa-27などの艦載機は一切展示されていない。
艦内にはソ連製のMiG-23BN戦闘爆撃機と航空爆弾が展示された。飛行甲板と格納庫には新たにステージが設置され、軍服風の服装をしたダンサーによるショーが開催された。

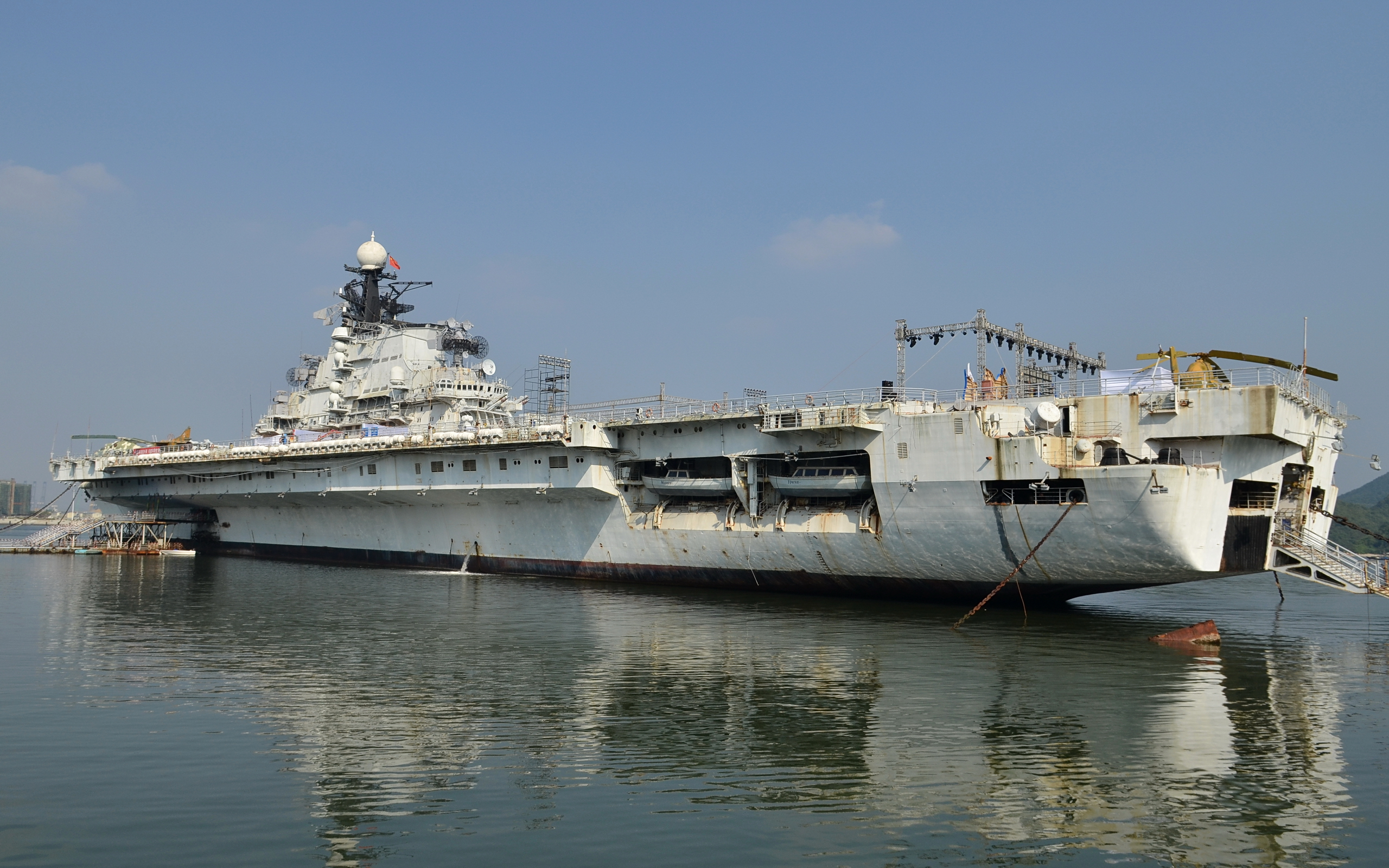
「ミンスク」の全景（2012年9月16日）
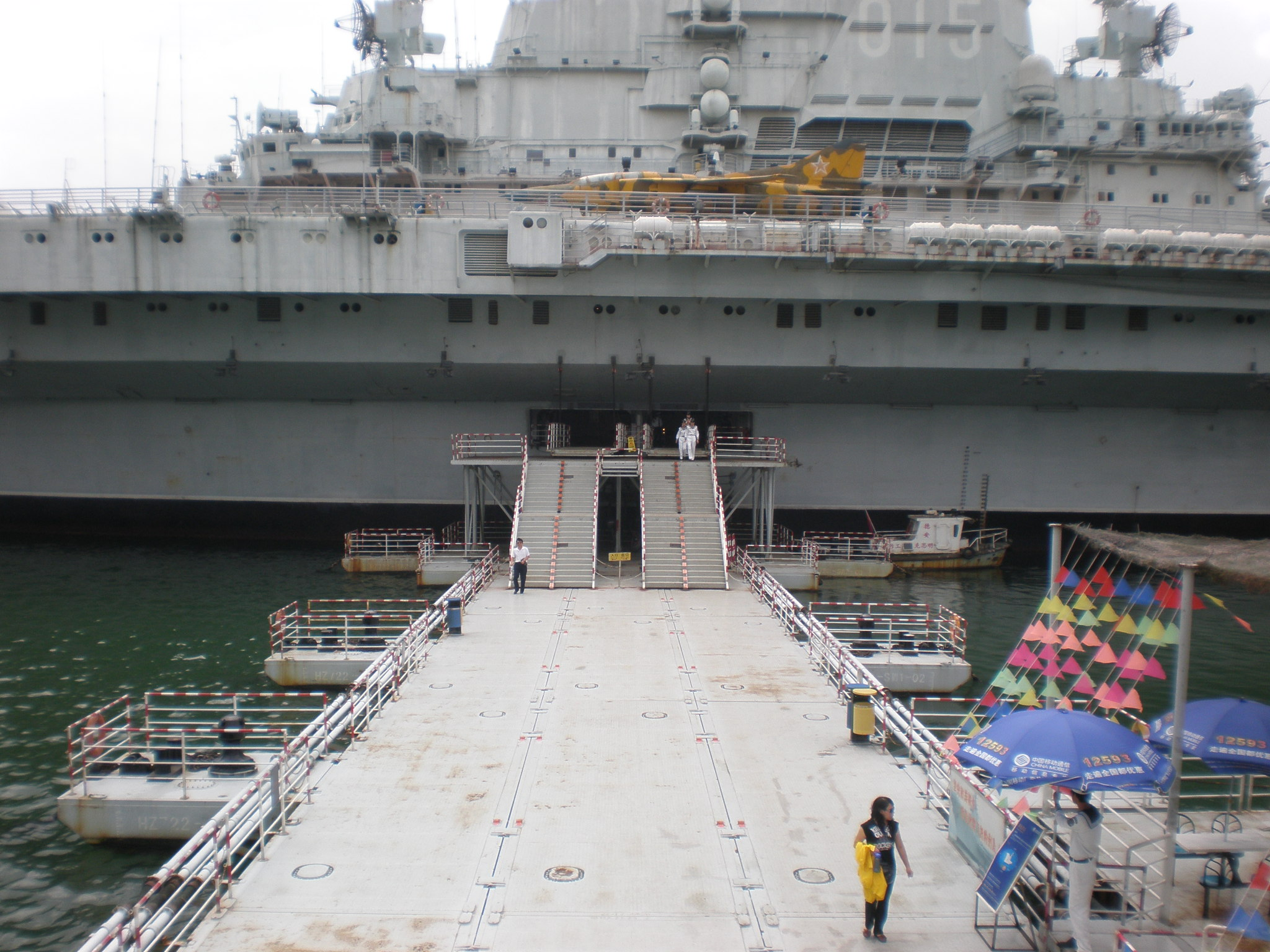
「ミンスク」への出入口（2008年5月23日）
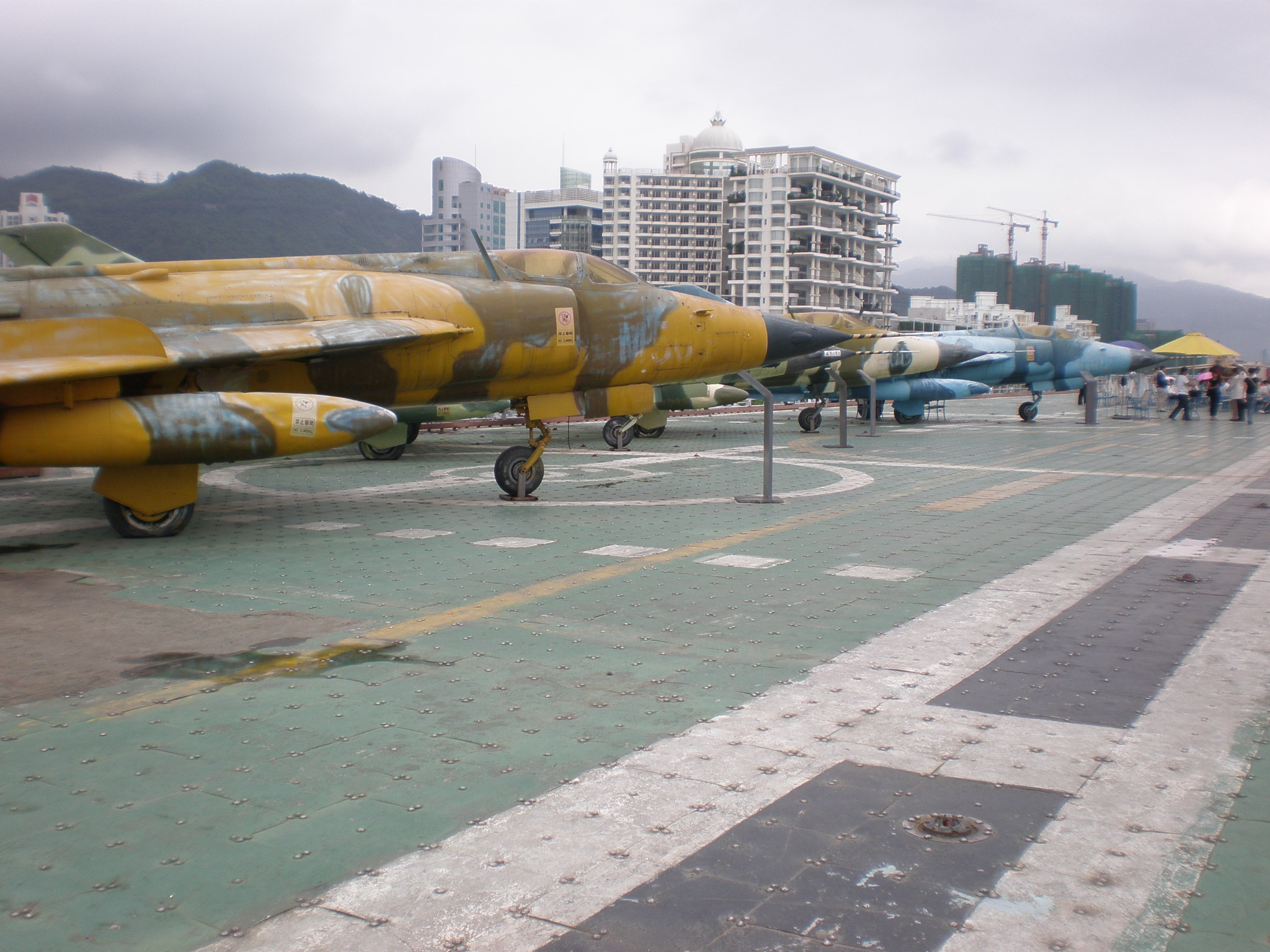
飛行甲板で展示されるQ-5（2008年5月23日）
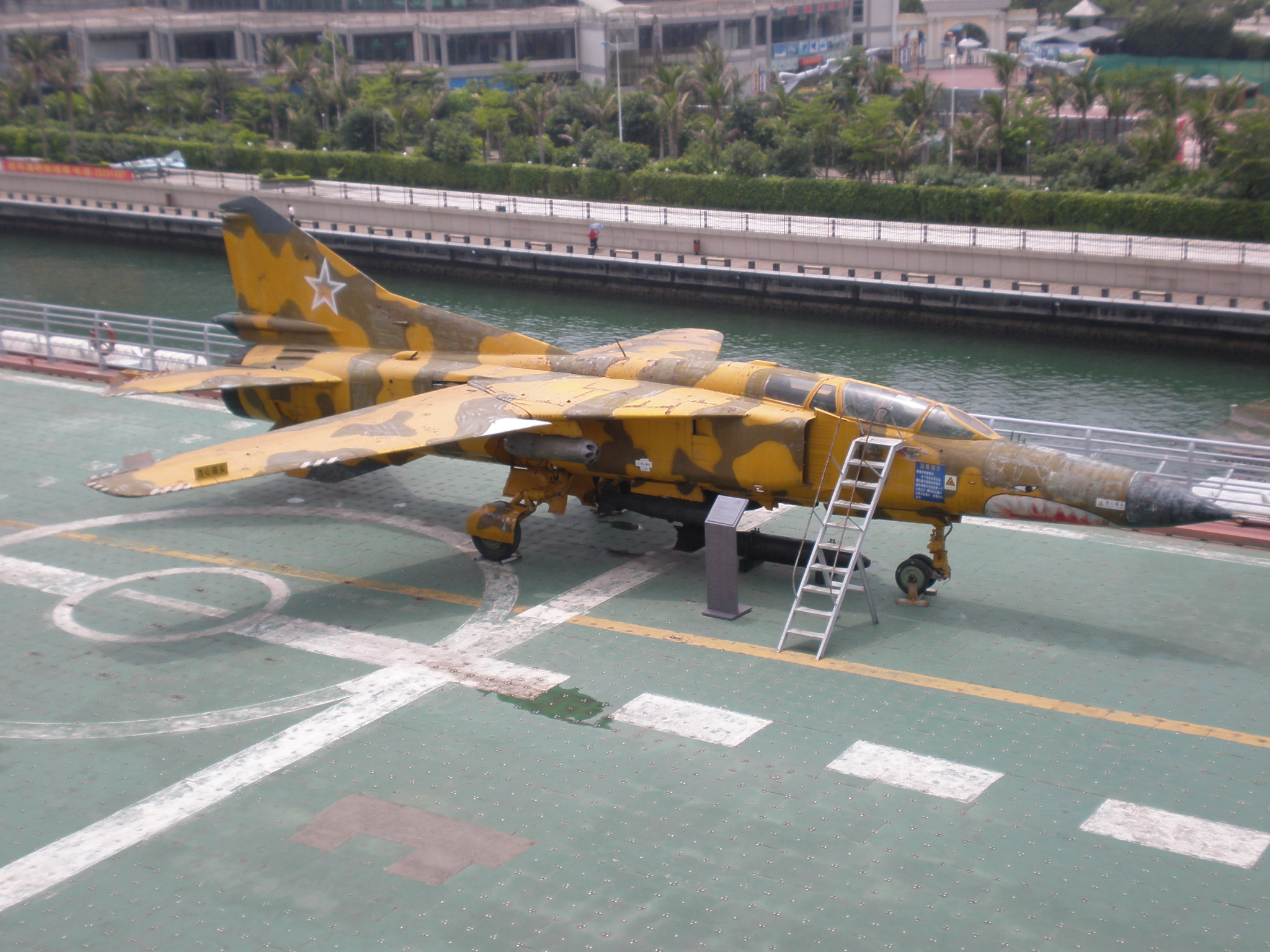
展示されるMiG-23UB（2008年5月23日）
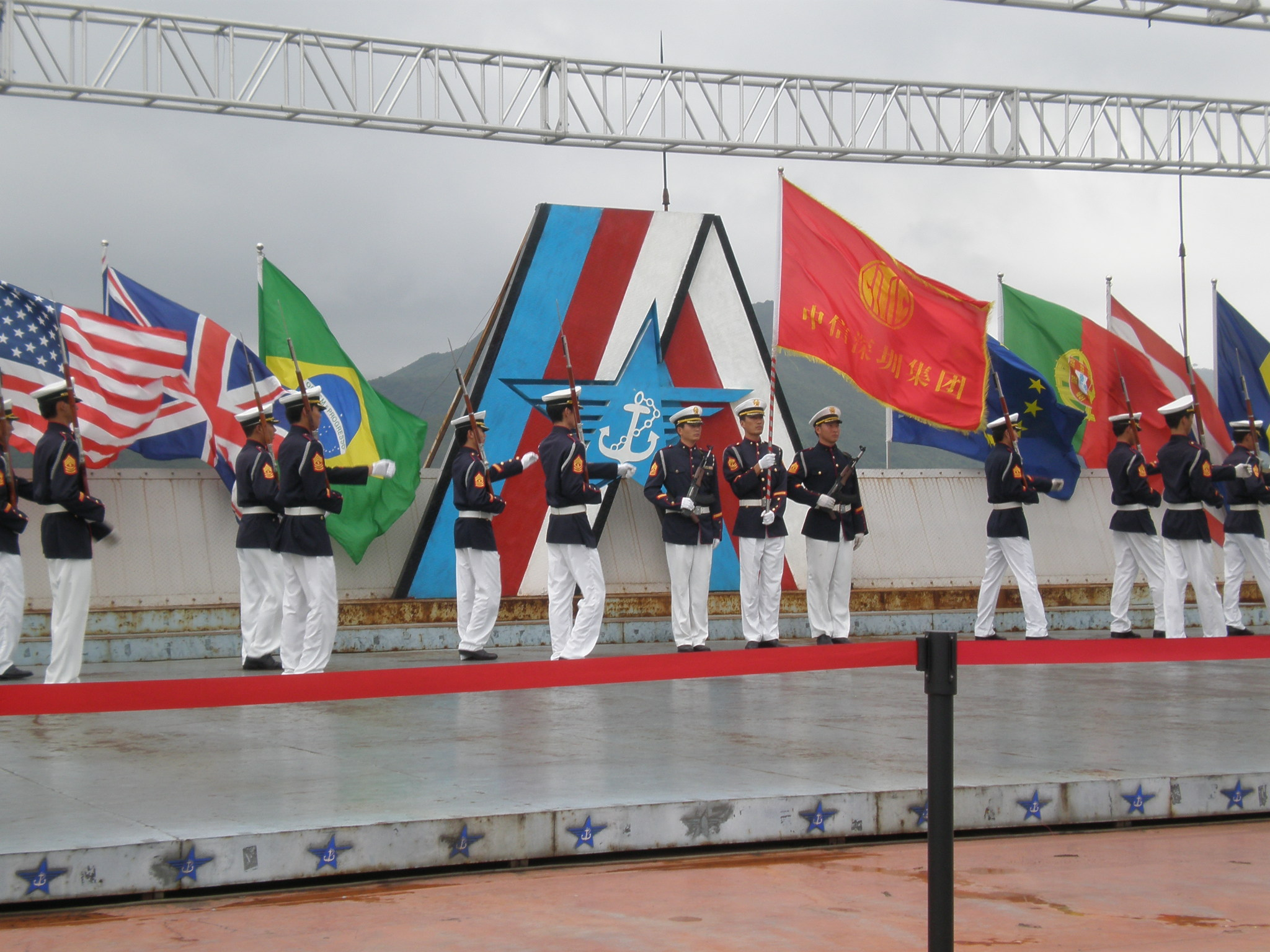
飛行甲板で開催されたショーのワンシーン（2008年5月23日）
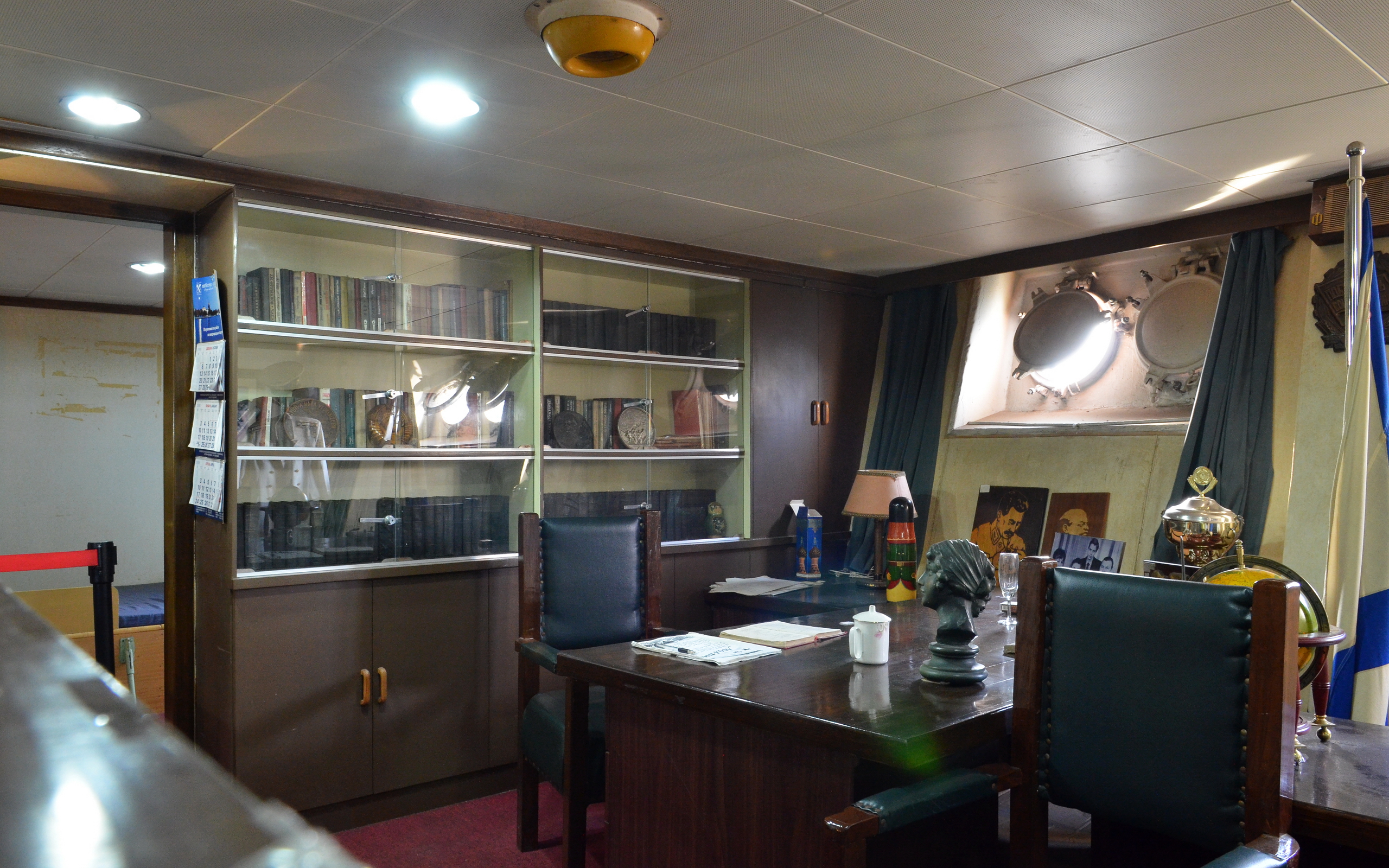
艦長室（2012年9月16日）
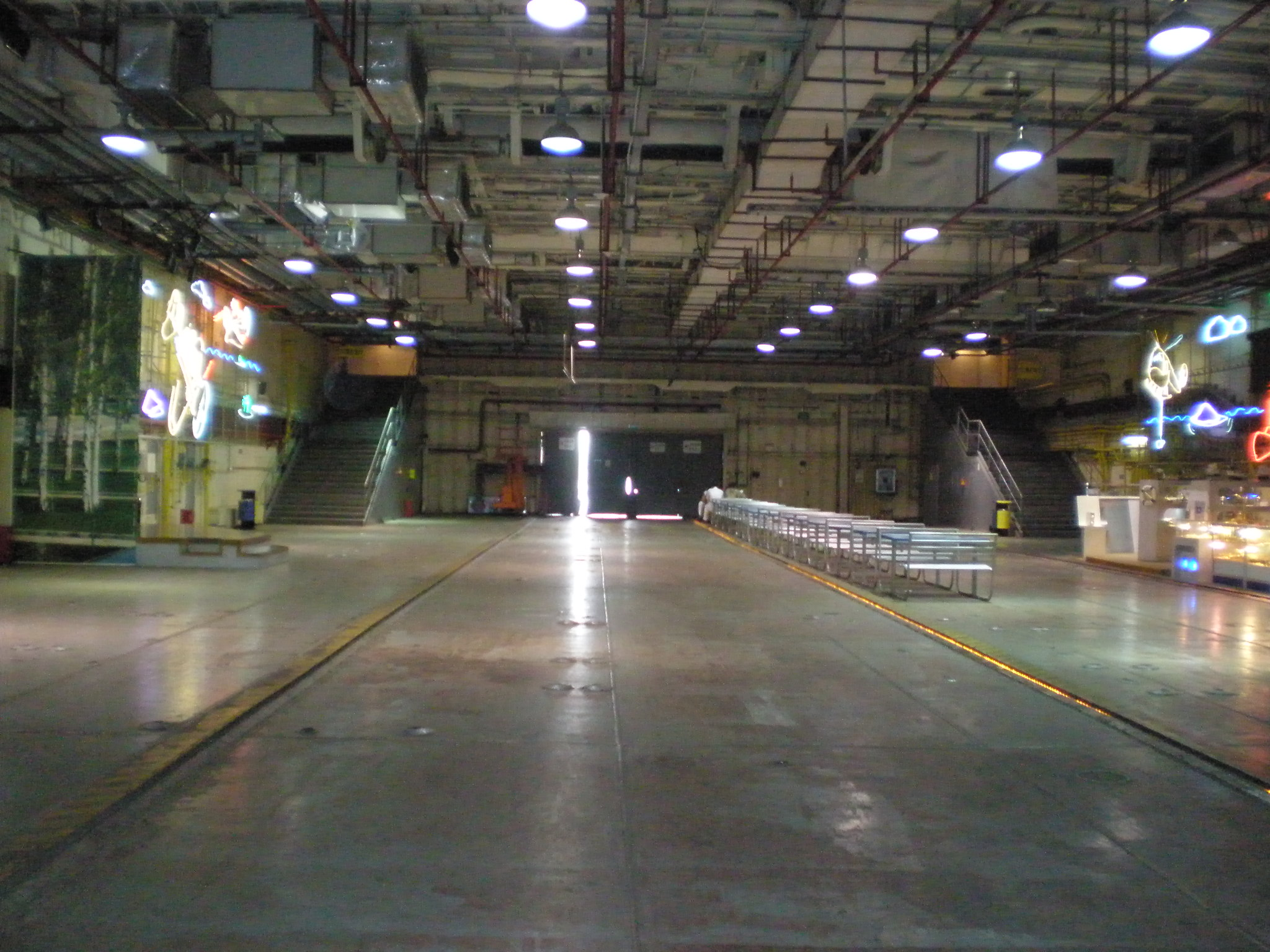
格納庫（2008年5月23日）
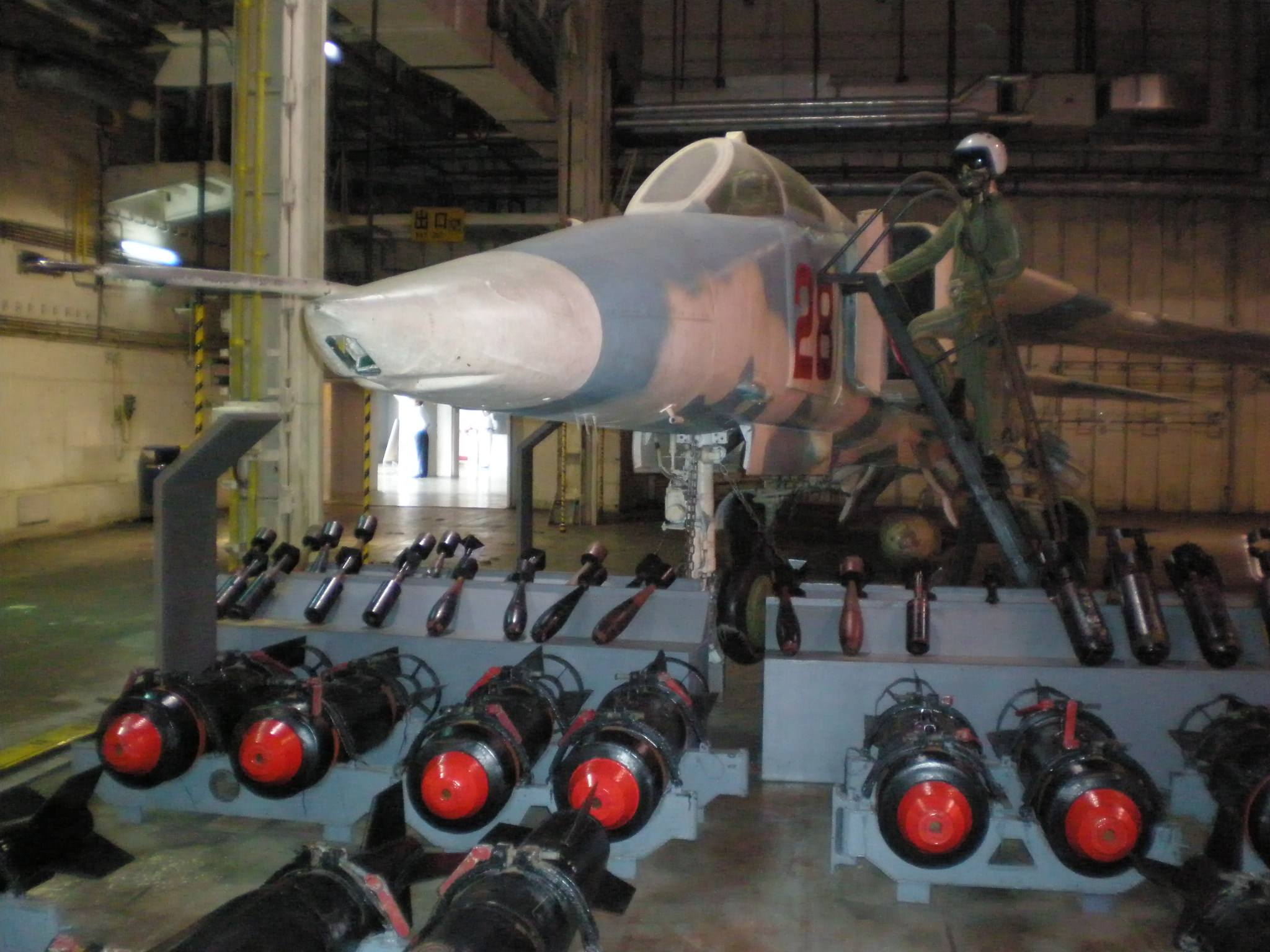
格納庫で展示されるMiG-27と爆弾（2008年5月23日）
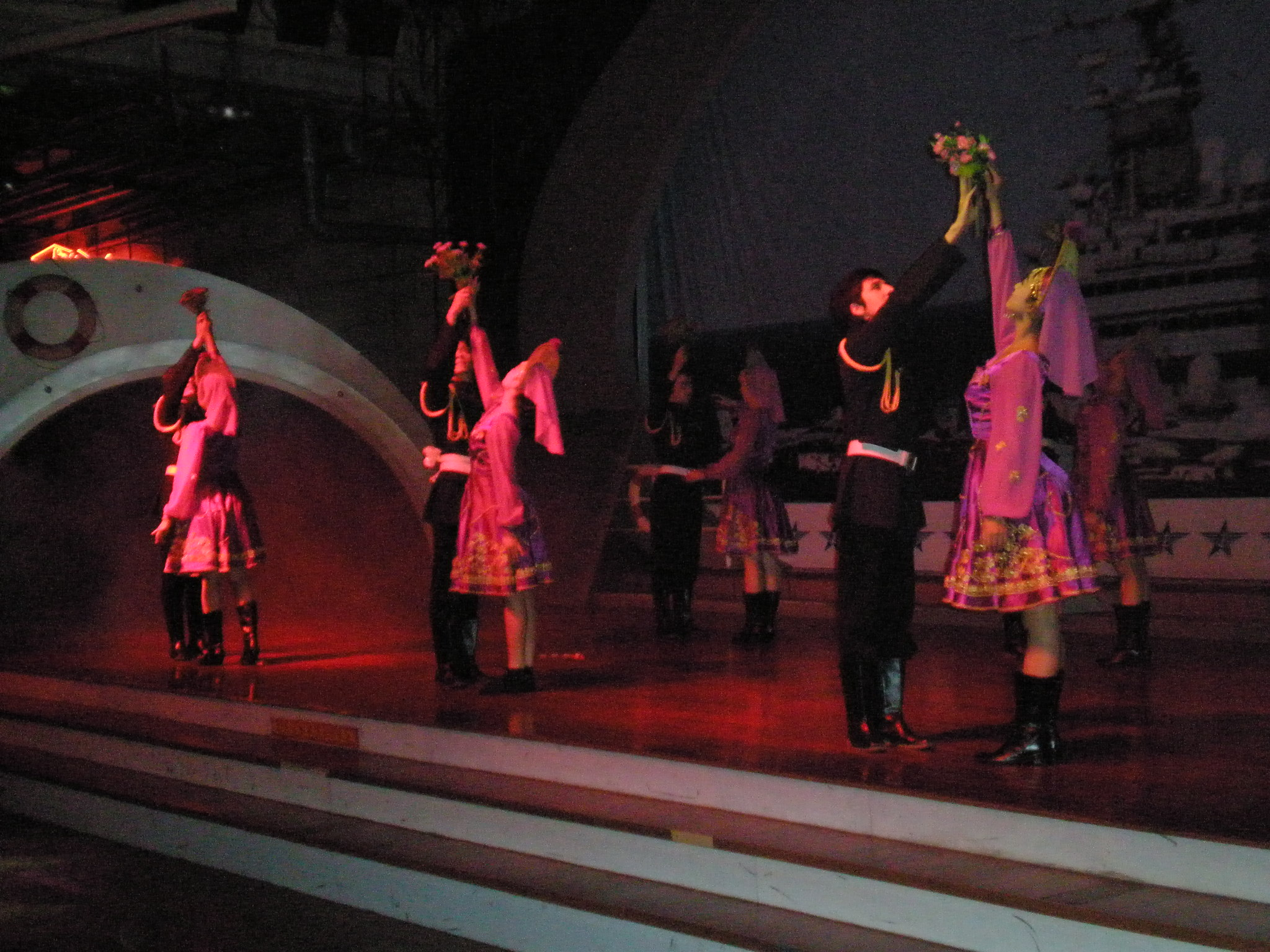
格納庫で開催されたショーのワンシーン（2008年5月23日）

## アクセス
深圳市東部に位置し、大鵬湾に面していた。そのため深圳の中心部からは離れており、タクシーまたはバスしか交通アクセスはなかった。